# Vendemmian
Vendemmian ist eine Ende 1992 von Dave Drum und Mark B. Douglas gegründete englische Gothic-Rock-Band.

## Geschichte
Dave Drum und Mark B. Douglas verließen 1992 ihre alte Band Restoration und gaben im Melody Maker eine Suchanzeige für einen Sänger auf. Sie fanden ihn in Dominic Upton. Bald darauf begann man mit dem Schreiben neuer Lieder, woraus das erste Demo mit dem Namen Vendemmian entstand.
Anfang 1993 verbrachte die Band mit dem Schreiben neuer Lieder und ausgiebigen Tourneen durch England. Robi schloss sich der Band als Schlagzeuger an und komplettierte damit die Besetzung. Kurz danach veröffentlichte die Band ihr zweites Demo Lords of Flame. Weitere Auftritte im September 1993 folgten. Ebenso begannen die arbeiten am ersten Album Between Two Worlds, welches 1993 bei Resurrection Records veröffentlicht wurde. Kurz bevor das neue Album veröffentlicht wurde, verließ Robi die Band und kehrte in seine Heimat Italien zurück, woraufhin sie wieder mit dem Drumcomputer arbeiten mussten, bis Anfang des Jahres 1994 der neue Schlagzeuger Russ King zur Band stieß. Im selben Jahr begannen die Arbeiten für das zweite Album. Zur selben Zeit verließ Sänger Dominic Upton die Band und wurde durch Matt Wyatt ersetzt. In dieser Besetzung ging die Band in das Londoner Studio St. Marks, um das zweite Album Through the Depths of Innocence aufzunehmen. Im Anschluss an die Studioarbeit spielten sie im Juli im Sanctuary Club in London. Eine kurze Tour nach Deutschland und Österreich folgte.
Zu Beginn des Jahres 1995 wurde das Album Treacherous veröffentlicht. Worauf eine ausgedehnte Deutschland-Tournee folgte. Nach dieser Tour und bevor das neue Album „Transition“ aufgenommen war, verließ Russ King die Band, gefolgt von Matt Wyatt. Trotz intensiver Suche konnte kein geeigneter Ersatz gefunden werden, worauf Douglas sich entschloss, den Gesang zu übernehmen.
Das Album Transition wurde Anfang 1996 veröffentlicht. Die Band spielte wieder mehrere Konzerte und absolvierte eine Tournee durch die USA und einige Konzerte in Deutschland. Im selben Jahr spielten sie auch auf dem Sacrosanct Festival im Londoner Astoria. Zu dieser Zeit kam die Single Wake You Up heraus. Ende des Jahres folgten weitere Auftritte und die Band begann am kommenden sechsten Album One Eye Open zu arbeiten. One Eye Open wurde im März 1997 veröffentlicht, gefolgt von einer Tour durch Großbritannien, die dann im Tower of Dublin ihr Ende fand. Danach löste sich die Band auf.
2008 entschieden sich Douglas und Drum, wieder einige Konzerte zu spielen und das Album One More Time wurde veröffentlicht. In den folgenden Jahren spielte die Band u. a. 2009 auf dem Wave-Gotik-Treffen in Leipzig. Im selben Jahr erschien am 14. September die limitierte Live-DVD Drunk Stupid and Goth, welche Aufnahmen von Konzerten in Norwegen, Finnland und Deutschland enthält.
Bis 2011 ist die Band in unregelmäßigen Abständen live zu erleben. Das Album One in a Million erschien im April 2011 bei Echozone.

## Diskografie

### Demos
- 1992: Vendemmian
- 1993: Lords of the Flame

### Singles
- 1996: Wake You Up (Resurrection Records)

### Alben
- 1993: Between Two Worlds (Resurrection Records)
- 1994: Through the Depths of Innocence (Resurrection Records)
- 1995: Treacherous (Resurrection Records)
- 1996: Transition (Resurrection Records)
- 1997: One Eye Open (Resurrection Records, Alice in…)
- 2008: One More Time (Resurrection Records)
- 2009: Drunk Stupid and Goth
- 2011: One in a Million (Echozone)